# Synclavier

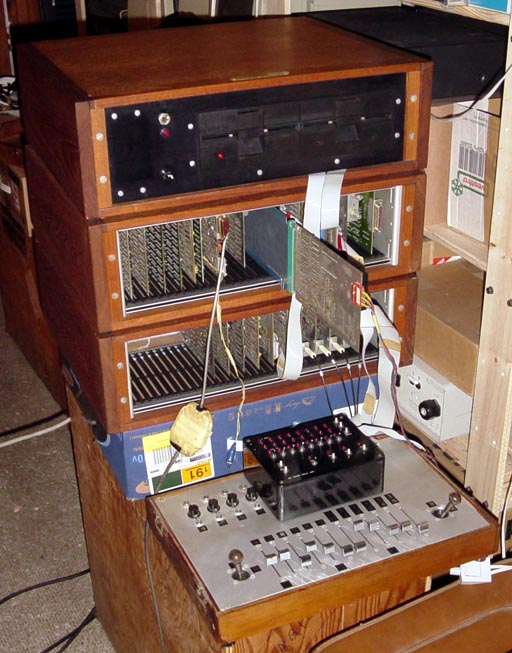
Synclavier I (1977)

Synclavier var en digital synthesizer, polyfoniskt digitalt samplingssystem och musikarbetsstation tillverkad av New England Digital Corporation i Norwich, Vermont. Den tillverkades i olika former från slutet av 1970-talet till början av 1990-talet. Instrumentet har använts av framstående musiker, inklusive Frank Zappa och Benny Andersson.